# Jordy Rullens
Jordy Rullens (18 mei 2001) is een Nederlands voetballer van Surinaamse afkomst die als verdediger voor Almere City FC speelt.

## Carrière
Jordy Rullens speelde in de jeugd van FC Almere en Almere City FC. Hij debuteerde in het eerste elftal van Almere City op 19 november 2021, in de met 0-2 verloren thuiswedstrijd tegen MVV Maastricht. Hij kwam in de 58e minuut in het veld voor Frederik Helstrup. Op 17 december 2021 maakte hij zijn basisdebuut tegen FC Volendam omdat Helstrup en Daniël Breedijk ontbraken.

### Statistieken
| Seizoen                       | Club           | Land           | Competitie     | Competitie | Competitie | Beker | Beker | Totaal | Totaal |
| Seizoen                       | Club           | Land           | Competitie     | Wed.       | Dlp.       | Wed.  | Dlp.  | Wed.   | Dlp.   |
| ----------------------------- | -------------- | -------------- | -------------- | ---------- | ---------- | ----- | ----- | ------ | ------ |
| 2021/22                       | Almere City FC | Nederland      | Eerste divisie | 2          | 0          | 0     | 0     | 2      | 0      |
| Carrièretotaal                | Carrièretotaal | Carrièretotaal | Carrièretotaal | 2          | 0          | 0     | 0     | 2      | 0      |
| Bijgewerkt op 10 januari 2022 |                |                |                |            |            |       |       |        |        |